# NGC 5675
NGC 5675 ist eine Balken-Spiralgalaxie mit aktivem Galaxienkern vom Hubble-Typ SBb im Sternbild Bärenhüter. Sie ist schätzungsweise 181 Millionen Lichtjahre von der Milchstraße entfernt, hat einen Durchmesser von etwa 150.000 Lj und wird als Seyfert-3-Galaxie klassifiziert.
Das Objekt wurde am 1. Mai 1785 von dem Astronomen William Herschel mithilfe seines 18,7-Zoll-Spiegelteleskop entdeckt und später von Johan Dreyer in seinen New General Catalogue aufgenommen.

## NGC 5675-Gruppe (LGG 385)
| Galaxie  | Alternativname | Entfernung/Mio. Lj |
| -------- | -------------- | ------------------ |
| NGC 5675 | PGC 51965      | 181                |
| NGC 5684 | PGC 52179      | 187                |
| NGC 5695 | PGC 52261      | 193                |